# ウスユキソウ属
ウスユキソウ属（薄雪草属、学名：Leontopodium）は、キク科キク亜科の1属である。ウスユキソウ Leontopodium japonicum やセイヨウウスユキソウ（エーデルワイス） Leontopodium alpinum などが属する。

## 分布
ユーラシア大陸の中緯度山岳地帯に広く分布するほか、南米アンデス山脈にも自生している。とりわけヨーロッパアルプスやピレネーに自生するエーデルワイスはミュージカルサウンド・オブ・ミュージックの挿入歌になったこともあって、高山植物の代表的存在として知られている。原語はドイツ語のEdelweiß（エーデルヴァイス）で、「高貴な白」という意味である。オーストリア共和国、スイス連邦の国花としても有名。
日本には北海道から中部山岳地帯にかけて5種と2変種が分布する。主に高山帯に自生するが、低山から亜高山帯にかけて分布する種類もある。

## 特徴
名前のとおり、薄く雪をかぶったような白い花を咲かせる。ただし、本当の花はごく小さく、花のように見えるのは花序の周囲を飾る苞葉と呼ばれる葉で、その表面に白い綿毛が密生しているため、まるで雪をかぶっているように見える。
花期は6月から8月。

## 主な種
- セイヨウウスユキソウ（ハナウスユキソウ、エーデルワイス） Leontopodium alpinum syn. Leontopodium nivale subsp. alpinum
- エゾウスユキソウ（レブンウスユキソウ） Leontopodium discolor
- ミヤマウスユキソウ（ヒナウスユキソウ） Leontopodium fauriei
  - ホソバヒナウスユキソウ Leontopodium fauriei var. angustifolium
- ハヤチネウスユキソウ Leontopodium hayachinense
- ウスユキソウ（変種にミネウスユキソウ） Leontopodium japonicum
- カワカミウスユキソウ Leontopodium microphyllum
- オオヒラウスユキソウ Leontopodium miyabeanum
- ヒメウスユキソウ（コマウスユキソウ）Leontopodium shinanense